# Paroxya dissimilis
Paroxya dissimilis är en insektsart som beskrevs av Morse 1905. Paroxya dissimilis ingår i släktet Paroxya och familjen gräshoppor. Inga underarter finns listade i Catalogue of Life.